# Тарауака (микрорегион)
Тарауака (порт. Microrregião de Tarauacá) — микрорегион в Бразилии. входит в штат Акри. Составная часть мезорегиона Вали-ду-Журуа. Население составляет 74 579 человек (на 2010 год). Площадь — 53 503,780 км². Плотность населения — 1,39 чел./км².

## Демография
Согласно сведениям, собранным в ходе переписи 2010 г. Национальным институтом географии и статистики (IBGE), население микрорегиона составляет:
| Полное население                             | Полное население                             | Полное население                             | Полное население                             | 74 579 |
| -------------------------------------------- | -------------------------------------------- | -------------------------------------------- | -------------------------------------------- | ------ |
| в том числе:                                 | Городское население                          | 38 259                                       | Процент городского населения, %              | 51,30  |
|                                              | Сельское население                           | 36 320                                       | Процент сельского населения, %               | 48,70  |
|                                              | Мужское население                            | 38 481                                       | Процент мужского населения, %                | 51,60  |
|                                              | Женское население                            | 36 098                                       | Процент женского населения, %                | 48,40  |
| Плотность населения, чел/км²                 | Плотность населения, чел/км²                 | Плотность населения, чел/км²                 | Плотность населения, чел/км²                 | 1,39   |
| Население микрорегиона в % к населению штата | Население микрорегиона в % к населению штата | Население микрорегиона в % к населению штата | Население микрорегиона в % к населению штата | 10,17  |

## Состав микрорегиона
В составе микрорегиона включены следующие муниципалитеты:
1. Фейжо
2. Жордан
3. Тарауака